# 工藤友也
工藤 友也（くどう ともや、1975年5月1日 - ）は、千葉県出身の元プロ野球選手（投手）。

## 来歴・人物
千葉県流山市立常盤松中では後にアジア大会の主将を務めるなどアマチュアで活躍する安田真範（亜細亜大学 - 東芝）とバッテリーを組む。
湖北高3年夏の県大会は市立船橋にコールド負けするも、1993年ドラフト5位で中日ドラゴンズに入団。187cmもの巨体から繰り出される140km/hを超える速球を武器に期待されていた。
しかし、1年目の1994年は肘の故障により、一軍はおろか二軍の試合にさえも1試合も登板出来ず、ようやく肘が完治した2年目の1995年も結果を残す事が出来ず、一度も一軍に上がる事がないまま同年限りで戦力外通告を受け、引退した。
趣味は音楽鑑賞で、ロック系の曲が好み。

## 詳細情報

### 年度別投手成績
- 一軍公式戦出場なし

### 背番号
- 65 （1994年 - 1995年）